# Rio Grande Tunnel
Le Rio Grande Tunnel est un tunnel routier américain dans le comté de Brewster, au Texas. Protégé au sein du parc national de Big Bend, il a été construit en 1959, dans le cadre de la Mission 66, pour remplacer un virage dangereux de la principale voie traversant l'aire protégée d'ouest en est. C'est alors le premier tunnel routier de son État.